# Вознесенский, Илья Гаврилович
Илья́ Гаври́лович Вознесе́нский (19 июня 1816 года, Санкт-Петербург — 18 мая 1871 года, Санкт-Петербург) — русский учёный-путешественник, исследователь Русской Америки и русского Дальнего Востока, натуралист и зоолог. Около 10 лет провёл в исследовательской экспедиции, задачей которой был сбор ботанических, этнографических и зоологических коллекций для музеев Российской академии наук. По её итогам, было открыто более 400 видов ранее неизвестных представителей флоры и фауны, а Российская академия наук получила крупнейшее на тот момент в мире собрание этнографических экспонатов Русской Америки. После экспедиции был назначен на должность хранителя Зоологического музея в Санкт-Петербурге. Вознесенский был одним из учредителей Русского энтомологического общества в 1859 году.

## Биография

### Ранние года
Илья Гаврилович Вознесенский родился в Петербурге 19 июня 1816 года в семье отставного унтер-офицера, служившего в Академии наук. 15 июля 1821 года, в возрасте 5 лет, родители отправили его на учёбу в типографию Академии наук наборным учеником. В течение следующих 6 лет Вознесенский обучался наборному делу, а также изучал грамоту. В это время началось его увлечение зоологией. Он много времени проводил в Зоологическим музее, помогая препараторам собирать чучела птиц и животных. 17 сентября 1827 года Вознесенский был принят на учёбу в музей. Вскоре после начала обучения он стал помощником консерватора при Кунсткамере Э. П. Менетрие.

### Юношество
В конце 1829 года Вознесенский, которому на тот момент было 13 лет, стал участником экспедиции под руководством М. Купфера на Кавказ, в район горы Эльбрус.
Спустя год, 19 декабря 1830 года он возвратился в Петербург, где был приставлен учеником к консерватору Е. И. Шрадеру. По итогам экспедиции, Купфер представил положительную рекомендацию Комитету правления Академии наук, в которой отметил усердие и исправность молодого помощника, а также попросил комитет наградить его жалованием:

В уважение того, что означенный Илья, Гаврилов сын, Вознесенский служил с усердием и исправностью в течение всего времени и что он старался, сколько от него лично зависит, содействовать успеху нашего предприятия, то я, согласившись предварительно с г. Менетрие, прошу Комитет правления Императорской Академии наук наградить означенного Илью Вознесенского назначением ему жалованья, соответственного занимаемой им должности.

Однако комитет удовлетворил просьбу Купфера только спустя три года. 1 апреля 1834 года Илья был назначен на должность помощника препаратора Зоологического музея Академии с окладом 400 рублей в год. На тот момент ему было 18 лет.
Следующие пять лет Вознесенский продолжал работать в Зоологическом музее, параллельно продолжая восполнять пробелы в общем образовании, а также изучая немецкий и французский языки. В 1839 году, решением Академии наук, Вознесенский был командирован на Дальний Восток для изучения флоры и фауны малоизученных на тот момент областей северной части Тихого океана, Аляски и западного побережья Северной Америки. По первоначальному плану он должен был провести там 3 года, но в итоге экспедиция продлилась около 8 лет (с учётом дороги почти 10 лет).

### Русская Америка (1840—1845)

#### Ново-Архангельск
Командировка в Русскую Америку имела несколько целей. От учёных Академии наук он получил подробные инструкции по сбору коллекций: ботанических (Ф. Е. Фишер и Г. П. Бонгард), этнографических (Е. И. Шрадер) и зоологических (Ф. Ф. Брандт). 20 августа 1839 года Вознесенский вышел в море на транспортном корабле Российско-Американской компании «Николай I» из Кронштадта.

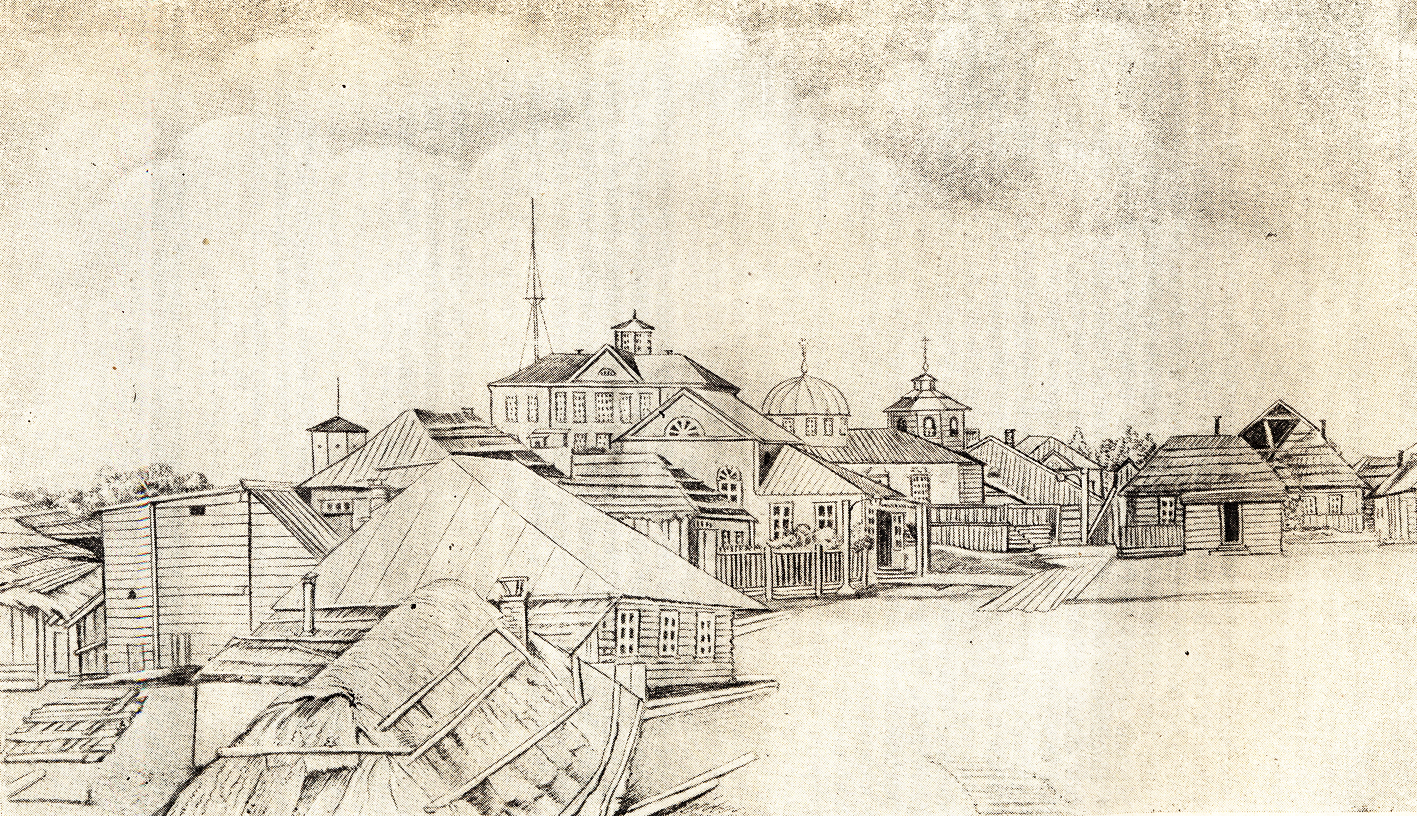
Ново-Архангельск. Карандашный рисунок И. Г. Вознесенского (40-е годы XIX века)

Спустя несколько месяцев, 1 мая 1840 года, Вознесенский прибыл в первый пункт назначения — город Ново-Архангельск на острове Ситха. По пути корабль делал несколько остановок в портах Хельсинки, Копенгагена, Портсмута, Рио-де-Жанейро и Вальпараисо, в которых он закупил необходимые для работы материалы, а также первые экспонаты для коллекций. Обладая талантом к рисованию, он также делал зарисовки интересующих его мест. Следующие 2 месяца Вознесенский посвятил разбору, описанию и подготовке к транспортировке коллекций, которые собирал в течение нескольких лет вице-адмирал И. А. Купреянов, бывший на тот момент Главным правителем российских колоний в Америке. Также он находил время и для собственных исследований и сборов коллекций, посещая окрестности Ново-Архангельска. 7 июля 1940 года Вознесенский на корабле «Елена» покинул Ново-Архангельск и отправился к берегам Северной Калифорнии.

#### Калифорния
20 июля 1840 года Вознесенский сошёл на берег в порту Румянцева в заливе Бодега, где пробыл 10 дней. 30 июля он переместился в форт Росс, который стал его базовым лагерем на ближайшие три месяца. В этот период он посетил многие места на побережье Северной Калифорнии, побывал в испанских селениях и ранчо, продолжая собирать коллекции, вести дневник и делать зарисовки местности. 16 октября, незадолго до своего отъезда в Сан-Франциско, Вознесенский отправил в Россию все собранные им в Калифорнии на Ситхе коллекции. Спустя неделю, 23 октября, Вознесенский на конях перебрался из форта Росс в залив Сан-Франциско, поселение Эрба Буэне. В Эрба Буэне он пробыл почти полгода, до апреля 1841 года, посетив многие окрестности залива. В этот период его коллекции пополнились многими предметами этнографического и зоологического характера, в частности, расширились коллекции змей и черепах. Из поездки в Рио-Сакраменто он привез несколько индейских костюмов.

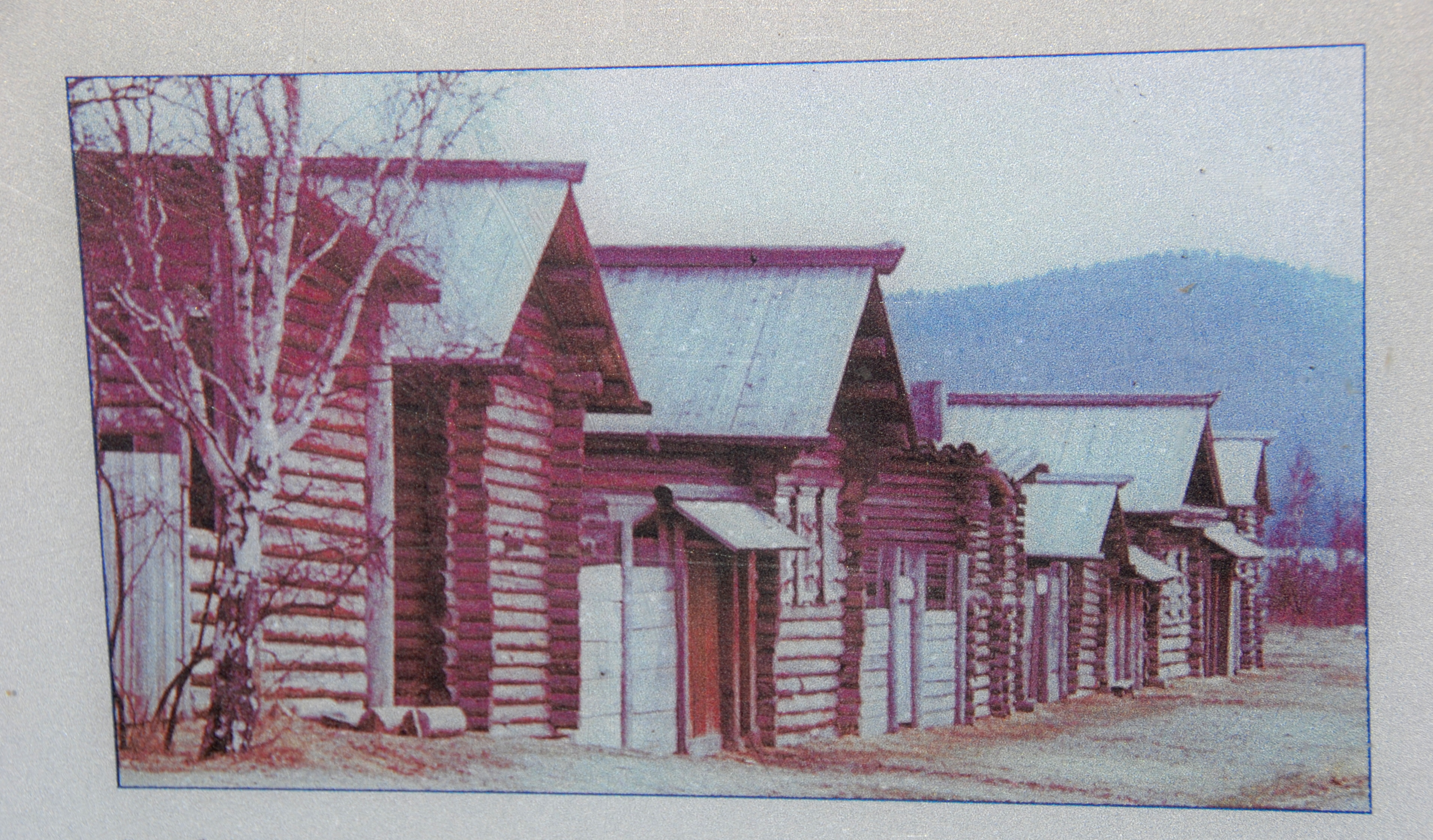
Акварель «Селение Росс, 1841», автор И. Г. Вознесенский

В апреле Вознесенский вернулся в форт Росс, где пробыл до сентября. 5 сентября 1841 года Вознесенский с остальными жителями форта Росс, который к тому времени был уже полностью расформирован, отправился на остров Ситха на корабле «Елена». 4 октября Вознесенский оказался в Ново-Архангельске, где его уже ждало письмо из России от Брандта с инструкциями о дальнейшем маршруте на ближайшие 2 года. Согласно указаниям, Вознесенскому необходимо было сосредоточить свои дальнейшие исследования на Алеутских островах, после чего ему было предписано отправиться на Камчатку и остров Беринга.
Путешествие на север Вознесенский запланировал совершить летом следующего года, а зимой, воспользовавшись предложением А. К. Этолина, сменившего Купреянова на посту главного правителя Русской Америки, отправился в Южную Калифорнию на корабле «Наследник Александра». Судно шло в Калифорнийский залив за солью. 23 ноября 1841 года парусник вышел из Ново-Архангельска, и, спустя месяц, достиг берегов Калифорнии. За время плавания у берегов Калифорнии Вознесенский посетил остров Кармен, городок Лоретту, порт Эскондидо и их окрестности. 4 февраля 1842 года «Наследник Александра», выполнив свою миссию, отправился в обратный путь, и 19 марта вошёл в порт Ново-Архангельска. Из калифорнийской экспедиции Вознесенский привёз обширный ботанический материал, в частности более 100 видов растений.

#### Кадьяк и Кенайский залив
22 июня 1842 года Вознесенский отправился в экспедицию к берегам Аляски. Сделав короткую остановку у острова Кадьяк, 9 июля корабль пришёл в Кенайский залив к Николаевскому редуту. Здесь Вознесенский провел более 2 месяцев. Его главной целью в этот период были геолого-минералогические исследования, в рамках которых он побывал во внутренних районах Аляски, в частности, обнаружив месторождения каменного угля на берегу Кенайского залива. Также им продолжался сбор зоологических, ботанических и этнографических коллекций. 17 сентября 1842 года Вознесенский отправился обратно на остров Кадьяк, где он провел зиму. В основном это время он посвятил разбору накопленного материала, но не обходил вниманием и пополнение коллекций. Так, он приобрел 11 масок, применяемых кадьякскими алеутами на игрушках, модели байдарок, алеутское оружие и костюмы.
Перед уходом с Кадьяка Вознесенский подготовил шестую по счёту посылку для отправки в Россию. В основном это были предметы быта и обихода алеутов, а также зоологические и ботанические коллекции. 27 марта 1843 года он покинул Павловскую крепость и вскоре прибыл в Ново-Архангельск, где стал готовиться к летней экспедиции в Берингово море.

#### Берингово море
Проведя около месяца в Ново-Архангельске, Вознесенский отправился в экспедицию в Берингово море и Берингов пролив. 6 мая 1843 года на бриге «Охотск» он вышел в море. Первая стоянка была у Шумагинских островов Алеутской островной группы, где Вознесенский приобрел ряд коллекционных материалов, а также сделал несколько зарисовок жилищ алеутов — барабор. 31 мая бриг прибыл к селению Иллюлюк в Капитанской гавани острова Уналашка. Здесь Вознесенский пробыл до 6 июня 1843 года, ознакомившись с бытом алеутов и пополнив этнографическую коллекцию. После этого бриг двинулся на север. 8 июня бриг подошёл к острову Святого Георгия, входящего в группу островов Прибылова, а 9 июня переместился к острову Святого Павла. На островах Вознесенский совершил ознакомительные экскурсии и сделал несколько зарисовок. Оставив на острове своего ученика Филата Дружинина с указанием собирать коллекции и ждать возвращения экспедиции, Вознесенский двинулся дальше на север, и 30 июня 1843 года прибыл в Михайловский редут в заливе Нортон. Здесь Вознесенскому удалось вступить в торговый обмен с местным племенем унакигмутов, у которых он приобрел более 100 предметов быта.
Из залива Нортон Вознесенский отправился на север, в залив Коцебу. Однако зайти в залив не удалось, так как 11 и 12 июля вход в него был забит льдами. Поэтому «Охотск» двинулся на юго-запад, к Берингову проливу. Пройдя пролив, путешественники зашли в Мечигменскую губу на Чукотке, а затем вернулись в залив Нортон. В пути Вознесенский пополнил свои зоологические коллекции, а также делал много зарисовок.
В середине сентября «Охотск» отправился обратно в Ново-Архангельск. По дороге бриг зашёл в Уналашку, где Вознесенский приобрел промысловую байдарку в натуральную величину. В начале сентября бриг встал на якорь у островов Святого Павла и Святого Георгия, забрав Дружинина, прожившего здесь почти три месяца. Поручение Вознесенского по сбору коллекций ему выполнить не удалось, так как алеуты, проживавшие на островах, почти не имели собственных изделий, и пользовались вещами компаний, на которые работали. 13 октября 1843 года экспедиция вернулась в Ново-Архангельск. Здесь его ждала депеша из Академии Наук, в которой сообщалось, что его ходатайство о продлении экспедиции ещё на три года, поддержанное Брандтом и Шрадером, удовлетворено. Вознесенский стал готовиться к экспедиции 1844 года на Курильские острова.

#### Курильские острова
25 апреля 1844 года Вознесенский на бриге «Промысел» вышел в путь. К первому месту назначения, острову Уруп, корабль подошёл спустя полтора месяца, 12 июня 1844 года. Оставив на острове своего помощника Филата Дружинина, Вознесенский двинулся на север. Посетив на пути острова Симушир, Парамушир и Шумшу, на каждом из которых Вознесенский останавливался и знакомился ближе с природой севера Курил, 6 июля корабль покинул острова, и 16 июля прибыл в порт Петропавловск. В Петропавловске Вознесенский провел 10 дней, за это время собрав коллекцию местных растений, составив «Записку о растениях», и описав некоторые виды местных рыб. Так как «Промысел» вскоре должен был возвращаться в Русскую Америку, Вознесенский перебрался на галиот «Мореход», который 25 июля ушёл к Командорским островам. 27 июля корабль прибыл к острову Беринга, где пробыл 2 дня. За это время Вознесенскому удалось найти целый череп и несколько позвоночных костей морской коровы — вида, к тому моменту уже полностью истребленного. Далее экспедиция отправилась к Андреяновским островам и острову Атху и 29 сентября вернулась в Ново-Архангельск. Зиму Вознесенский провел в Ново-Архангельске, а 16 мая 1845 года навсегда покинул его, отплыв в Охотск на корабле «Наследник Александр».

### Дальний Восток (1845—1849)

#### Аян
Выйдя из Ново-Архангельска, корабль отправился к острову Парамушир, откуда экспедиция забрала Дружинина. 15 июня они были возле острова Маканруши, спустя 10 дней ненадолго бросили якорь в Охотском порту, и 13 июля «Наследник Александр» вошёл в порт Аян. В Аяне Вознесенский провёл зиму, общаясь с местным населением, в частности, тунгусами, а также совершая периодические экскурсии в окрестности. За это время Вознесенский совершил несколько экскурсий по побережью Охотского моря, побывал дважды в заливе Алдома, пересек хребет Джугджур, побывав в урочище Нелькан на берегах реки Маи. В июне 1846 года Вознесенский получил распоряжение о продлении командировки и письмо от Брандта с указанием посетить Камчатку в летний период. Согласно распоряжению, Загоскин выделил Вознесенскому на цели экспедиции дополнительные 500 рублей. Распоряжение и письмо были отправлены ещё в январе, но из-за сложности сообщения и постоянных перемещений Вознесенского всю корреспонденцию он получал с большой задержкой. Июнь и июль прошёл в ожидании корабля. Наконец, 31 июля на корабле «Наследник Александр» Вознесенский вместе с Дружининым покинули Аян и отправились на Камчатку.

#### Камчатка
14 августа 1846 года Вознесенский прибыл в Камчатку. Начать исследование Камчатки он решил с устья реки Камчатка, куда отправился 27 августа на тендере «Камчадал». 30 августа тендер прибыл в Усть-Камчатку, откуда Вознесенский отправился в селение Ключевское, которое стало его штаб-квартирой. 20 сентября Вознесенский выехал в свою первую экспедицию к Харчинскому острожку. Здесь он посетил несколько окрестных достопримечательностей (сопка Шивелуч, озера Кайнычин и Крах), пополнил зоологические и геологические коллекции. 27 сентября он вернулся в Ключевское. До наступления зимы Вознесенский успел предпринять ещё несколько путешествий, в частности, по реке Камчатка к реке Толбачин, а также на север к Олюторскому острогу. До последнего он добраться не сумел. 9 декабря на собачьих упряжках Вознесенский дошёл до Карагинского острога, откуда спустя 4 дня, 13 декабря, выехал в обратный путь в Ключевское. В Карагинском остроге Вознесенский приобрел несколько экземпляров для коллекций у олюторцев. 12 февраля 1847 года Вознесенский с Дружининым перебрались в Петропавловск. В Петропавловске Вознесенского ждало письмо от секретаря Академии наук П. Н. Фуса об очередном продлении сроков экспедиции на год с основной целью изучения Камчатки, а также выделении на эти цели дополнительных 1000 рублей. Причиной очередного продления экспедиции стало то, что Вознесенский превзошёл возложенные на него ожидания, что было отмечено в докладе непременного секретаря Академии наук П. Н. Фуса.

Вознесенский в столь неожиданной мере оправдал доверие к нему Академии, что смело можно сказать, что доставленные им в течение первого трехлетия предметы и количеством, и редкостью пород, и сохранностию далеко превышают в ценности употребляемые на путешествие его средства. Кроме того, отзывы об нем Главного правителя колоний и даже бывших в тех краях иностранных путешественников выхваляют благородное его поведение, примерное усердие в исполнении данных ему поручений и необыкновенное искусство в собирании и препарировании естественных предметов.

Другим фактором послужило то, что Вознесенскому предоставилась ещё одна возможность посетить малоизученный в отношении естественных наук Курильский полуостров летом, чего ему не удалось сделать в прошлом году. После получения указаний от Академии наук, Вознесенский с Дружининым немедленно начали готовиться к будущему путешествию по западному берегу Камчатки.
20 апреля 1847 года они выехали в сторону Большерецка. Оставив Дружинина в селе с указанием подготовить все коллекции к отправке, Вознесенский отправился на север, через селения и острожки Укинский, Коловской, Воровской, Компаковский, Крутогоровский к Облуковинскому острогу, откуда повернул обратно. В Большерецке он отсутствовал с 29 апреля по 23 мая, проехав в общей сложности около 300 километров по западному побережью Камчатки. В пути Вознесенский собирал образцы горных пород и этнографические предметы местного прибрежного населения. 3 июня они вернулись в Петропавловск, где Вознесенский стал готовиться к путешествию на юг полуострова к мысу Лопатка.
2 августа 1847 года Вознесенский отправился в путь. 4 сентября въехал в селение Явино, которое стало его базой в путешествиях по югу Камчатки. В частности, он побывал в экспедиции на мыс Лопатка, где собрал несколько экземпляров горных пород, а также на мысе Октцым[прояснить], где приобрёл экземпляры двух молодых снежных баранов, малоизученных на тот момент. В начале декабря Вознесенский вернулся в Ключевское. На обратном пути он получил письмо от Брандта, в котором сообщалось, что его экспедиция завершена, и ему предписывается вернуться в Санкт-Петербург. До отъезда Вознесенский успел предпринять ещё одну экспедицию на западное побережье. Выехав 10 декабря 1847 года из Ключевского, он побывал в крепости Тигиль, посёлке Палана, где пополнил этнографические сборы, в частности, приобретя оленьи сани у коряков и ездовые сани у камчадалов, на мысе Кинкильский, и через горы вернулся в Ключевское. В Ключевском он пробыл до середины марта 1848 года, и 9 апреля вернулся в Петропавловск.

Маршруты И. Г. Вознесенского по Русской Америке и Дальнему Востоку

13 сентября на корабле Российско-Американской компании «Атха» Вознесенский отправился в Россию через Ново-Архангельск, Гавайи, Бразилию. Кроме отправленных ранее, с собой исследователь вёз 54 ящика с коллекциями. 21 июня 1849 года Вознесенский сошёл на берег в Кронштадте.

### Санкт-Петербург
По возвращении из экспедиции Вознесенский узнал, что был назначен на должность хранителя Зоологического музея Академии наук, сменив своего наставника Е. И. Шрадера, который к тому времени уже ушёл в отставку. Он начал с составления отчёта об экспедиции. В частности, согласно его описаниям, зоологический музей получил 3687 экземпляров животного мира, более 10 000 насекомых, почти 2000 ботанических экземпляров. Также Вознесенский привёз из экспедиции несколько ископаемых экспонатов (кости морской коровы, клыки и зубы мамонтов, черепа различных народов) и геологические образцы различных пород. Из своих экспедиций он привез этнографические собрания различных народов Русской Америки и Камчатки.
Став во главе музея, Вознесенский начал работу по систематизации и приведению в порядок экспонатов. Также ему удалось наладить сеть корреспондентов, которые присылали ему экспонаты для музея со всего света.
В мае 1852 года Вознесенский был избран членом-сотрудником Русского географического общества. 4 ноября 1852 года за выслугу лет Вознесенский был произведен в коллежские регистраторы. Спустя год, Вознесенский стал губернским секретарем. В начале 1853 года у него умирает мать.
В начале 1858 года Вознесенский женился. 6 октября 1858 года у него родилась дочь Мария. Спустя три года Вознесенский овдовел.
В 1859 году Вознесенский стал одним из членов-учредителей Русского энтомологического общества.
В последние годы жизни Вознесенский был присяжным заседателем в Петербургском окружном суде. В начале 1871 года, ввиду тяжёлой болезни, он был освобождён от этой обязанности. В ночь с 17 на 18 мая 1871 года он скончался, и был похоронен на Смоленском кладбище.

## Научное наследие
По результатам экспедиции, Вознесенский открыл для российской науки более 400 видов ранее неизвестных представителей флоры и фауны. В целом же Российская академия наук получила крупнейшее на тот момент в мире собрание этнографических экспонатов из Русской Америки. Многие экспонаты этнографических коллекций, собранных Вознесенским в Русской Америке и на Камчатке, выставлены в Кунсткамере.
После своих путешествий Вознесенский, помимо различных коллекций для музеев и учёных, оставил дневники и рисунки. При жизни он не успел их обработать и издать. Спустя несколько лет после смерти Вознесенского, различные учёные принялись за изучение и издание его трудов. Ещё современники Вознесенского, включая академиков академиков Бэра, Брандта, Миддендорфа, Шренка, Штрауха, использовали материал, собранный Вознесенским, и его записи в своих научных работах. В 1916 году, к столетию со дня рождения Вознесенского, в сборнике музея антропологии и этнографии имени Петра Великого вышел первый биографический очерк, посвящённый жизни и деятельности Вознесенского, автором которого был русский этнограф К. К. Гильзен. В 1940—1960 годах несколько советских учёных опубликовали труды по этнографии, основывавшиеся на результатах экспедиции Вознесенского. Наиболее полное исследование жизни и деятельности Вознесенского провёл советский учёный А. И. Алексеев, занимавшийся изучением истории освоения Дальнего Востока, Камчатки и Русской Америки. Результатом его исследований стала полная биография Вознесенского, вышедшая в 1977 году.

## Награды
- 15 декабря 1856 года — бронзовая медаль на Андреевской ленте в память о войне 1853—1856 годов[40].
- 25 декабря 1867 года — орден Святого Станислава 3-й степени[40].

## Память
В изданном в 2012 году путеводителе, посвящённом 200-летию со дня основания форта Росс, говорится о том, что в реконструированном доме И. А. Кускова, основателя и первого правителя крепости, на втором этаже, в северо-восточном углу, находится «кабинет Вознесенского», в котором исследователь жил и работал в последние годы существования поселения.
В честь Вознесенского названо несколько географических объектов в Северной Америке: река Вознесенского (Wosnesenski River) и ледник Вознесенского (Wosnesenski Glacier) на Аляске, а также остров Вознесенского (Wosnesenski Island), входящий в состав Алеутских островов.